# IC 5139
IC 5139 — галактика типу E/SB0 () у сузір'ї Південна Риба.
Цей об'єкт міститься в оригінальній редакції індексного каталогу.